# Ma'an
Ma'an (en árabe, مدينة معان) es una ciudad en la gobernación de Ma'an, en Jordania. Tiene una población de 41.055 habitantes (censo de 2015). Se encuentra a 218 km al suroeste de Amán. 
Las civilizaciones con el nombre de Ma'an han existido por lo menos desde el período de Nabateo. La ciudad moderna está justo al noroeste de la ciudad antigua. La ciudad es un eje importante del transporte situado en el antiguo  Camino de los Reyes, y también en la moderna autopista del desierto.

## Clima
Ma'an tiene un clima desértico caluroso según la clasificación de koppen, con veranos calurosos y inviernos suaves o fríos debido a su altitud (alrededor de 1000 metros). Las lluvias son extremadamente raras, con un promedio de 44 mm al año solamente.
| Parámetros climáticos promedio de Ma'an, Jordanía (1961–1990, extremas 1923–1993) | Parámetros climáticos promedio de Ma'an, Jordanía (1961–1990, extremas 1923–1993) | Parámetros climáticos promedio de Ma'an, Jordanía (1961–1990, extremas 1923–1993) | Parámetros climáticos promedio de Ma'an, Jordanía (1961–1990, extremas 1923–1993) | Parámetros climáticos promedio de Ma'an, Jordanía (1961–1990, extremas 1923–1993) | Parámetros climáticos promedio de Ma'an, Jordanía (1961–1990, extremas 1923–1993) | Parámetros climáticos promedio de Ma'an, Jordanía (1961–1990, extremas 1923–1993) | Parámetros climáticos promedio de Ma'an, Jordanía (1961–1990, extremas 1923–1993) | Parámetros climáticos promedio de Ma'an, Jordanía (1961–1990, extremas 1923–1993) | Parámetros climáticos promedio de Ma'an, Jordanía (1961–1990, extremas 1923–1993) | Parámetros climáticos promedio de Ma'an, Jordanía (1961–1990, extremas 1923–1993) | Parámetros climáticos promedio de Ma'an, Jordanía (1961–1990, extremas 1923–1993) | Parámetros climáticos promedio de Ma'an, Jordanía (1961–1990, extremas 1923–1993) | Parámetros climáticos promedio de Ma'an, Jordanía (1961–1990, extremas 1923–1993) |
| Mes                                                                               | Ene.                                                                              | Feb.                                                                              | Mar.                                                                              | Abr.                                                                              | May.                                                                              | Jun.                                                                              | Jul.                                                                              | Ago.                                                                              | Sep.                                                                              | Oct.                                                                              | Nov.                                                                              | Dic.                                                                              | Anual                                                                             |
| --------------------------------------------------------------------------------- | --------------------------------------------------------------------------------- | --------------------------------------------------------------------------------- | --------------------------------------------------------------------------------- | --------------------------------------------------------------------------------- | --------------------------------------------------------------------------------- | --------------------------------------------------------------------------------- | --------------------------------------------------------------------------------- | --------------------------------------------------------------------------------- | --------------------------------------------------------------------------------- | --------------------------------------------------------------------------------- | --------------------------------------------------------------------------------- | --------------------------------------------------------------------------------- | --------------------------------------------------------------------------------- |
| Temp. máx. abs. (°C)                                                              | 27.7                                                                              | 30.6                                                                              | 33.4                                                                              | 39.3                                                                              | 39.6                                                                              | 42.5                                                                              | 42.2                                                                              | 42.3                                                                              | 40.0                                                                              | 36.1                                                                              | 31.4                                                                              | 28.0                                                                              | 42.5                                                                              |
| Temp. máx. media (°C)                                                             | 13.4                                                                              | 15.4                                                                              | 19.0                                                                              | 24.2                                                                              | 28.7                                                                              | 32.4                                                                              | 33.9                                                                              | 34.1                                                                              | 32.3                                                                              | 27.2                                                                              | 20.3                                                                              | 15.1                                                                              | 24.7                                                                              |
| Temp. media (°C)                                                                  | 7.5                                                                               | 9.1                                                                               | 12.2                                                                              | 16.9                                                                              | 20.8                                                                              | 24.0                                                                              | 25.5                                                                              | 25.6                                                                              | 23.8                                                                              | 19.5                                                                              | 13.5                                                                              | 9.0                                                                               | 17.3                                                                              |
| Temp. mín. media (°C)                                                             | 1.6                                                                               | 2.8                                                                               | 5.3                                                                               | 9.5                                                                               | 13.0                                                                              | 15.6                                                                              | 17.2                                                                              | 17.2                                                                              | 15.4                                                                              | 11.7                                                                              | 6.8                                                                               | 3.0                                                                               | 9.9                                                                               |
| Temp. mín. abs. (°C)                                                              | -6.6                                                                              | -8.4                                                                              | -5.6                                                                              | -1.4                                                                              | 4.4                                                                               | 8.5                                                                               | 10.0                                                                              | 12.2                                                                              | 7.4                                                                               | 3.3                                                                               | -3.0                                                                              | -6.5                                                                              | -8.4                                                                              |
| Precipitación total (mm)                                                          | 7.1                                                                               | 7.3                                                                               | 6.9                                                                               | 3.6                                                                               | 2.0                                                                               | 0.0                                                                               | 0.0                                                                               | 0.0                                                                               | 0.2                                                                               | 3.8                                                                               | 4.3                                                                               | 7.5                                                                               | 42.7                                                                              |
| Días de precipitaciones (≥ 1.0 mm)                                                | 1.9                                                                               | 1.4                                                                               | 1.7                                                                               | 0.8                                                                               | 0.3                                                                               | 0.0                                                                               | 0.0                                                                               | 0.0                                                                               | 0.1                                                                               | 0.6                                                                               | 0.7                                                                               | 1.8                                                                               | 9.3                                                                               |
| Días de nevadas (≥ 1 mm)                                                          | 0.6                                                                               | 0.4                                                                               | 0.3                                                                               | 0.0                                                                               | 0.0                                                                               | 0.0                                                                               | 0.0                                                                               | 0.0                                                                               | 0.0                                                                               | 0.0                                                                               | 0.0                                                                               | 0.2                                                                               | 1.5                                                                               |
| Horas de sol                                                                      | 229.4                                                                             | 226.8                                                                             | 263.5                                                                             | 270.0                                                                             | 322.4                                                                             | 369.0                                                                             | 384.4                                                                             | 365.8                                                                             | 318.0                                                                             | 291.4                                                                             | 246.0                                                                             | 223.2                                                                             | 3509.9                                                                            |
| Humedad relativa (%)                                                              | 62                                                                                | 59                                                                                | 52                                                                                | 44                                                                                | 39                                                                                | 39                                                                                | 41                                                                                | 42                                                                                | 43                                                                                | 47                                                                                | 55                                                                                | 63                                                                                | 49                                                                                |
| Fuente n.º 1: NOAA                                                                |                                                                                   |                                                                                   |                                                                                   |                                                                                   |                                                                                   |                                                                                   |                                                                                   |                                                                                   |                                                                                   |                                                                                   |                                                                                   |                                                                                   |                                                                                   |
| Fuente n.º 2: Deutscher Wetterdienst (extremes and humidity)                      |                                                                                   |                                                                                   |                                                                                   |                                                                                   |                                                                                   |                                                                                   |                                                                                   |                                                                                   |                                                                                   |                                                                                   |                                                                                   |                                                                                   |                                                                                   |